# Chiềng Sàng
Chiềng Sàng est une commune rurale, située dans le district de Yên Châu (province de Sơn La, Viêt Nam).

## Géographie

### Localisation
La commune se trouve le long de la route nationale 6. Elle est bordée au nord par la commune de Chiềng Đông, au sud par la commune de Yên Sơn, à l'est par la commune de Chiềng Pằn et à l'ouest par la commune de Cò Nòi (district de Mai Sơn).

### Géographie physique
Chiềng Sàng a une superficie de 20,19 km2 (selon le ministère de l'Information et des Communications, celle-ci serait de 19,95 km2).

### Subdivisions
La commune se subdivise en cinq villages.
| Numéro | Nom         | Population (2012) | Ethnie majoritaire | Distance du centre communal |
| ------ | ----------- | ----------------- | ------------------ | --------------------------- |
| 1      | Búng Mo     | 890               | Thaï               | 1,5 km                      |
| 2      | Chiềng Sàng | 957               | Thaï               | 1 km                        |
| 3      | Đán         | 1165              | Thaï               | 2,5 km                      |
| 4      | Mai Ngập    | 609               | Thaï, Kinh         | 4 km                        |
| 5      | Chiềng Kim  | 580               | Kinh               | 0,5 km                      |

## Politique
Le code administratif de la commune est 04069.

## Démographie
La population se divise en deux groupes ethniques : Kinh et Thaï.
| 1999  | 2012  | - | - | - | - | - | - | - |
| ----- | ----- | - | - | - | - | - | - | - |
| 3 542 | 4 422 | - | - | - | - | - | - | - |

## Sources
- (vi) Cet article est partiellement ou en totalité issu de l’article de Wikipédia en vietnamien intitulé « Chiềng Sàng » (voir la liste des auteurs).